# George Feher
George Feher (als Juraj Feher, * 29. Mai 1924 in Bratislava; † 28. November 2017 in La Jolla) war ein slowakisch-US-amerikanischer Physiker und Biophysiker.
Im April 1941 flüchtete er als Jude vor den Nationalsozialisten zunächst nach Palästina. Er studierte an der University of California, Berkeley, wo er 1951 seinen Master-Abschluss machte und 1954 promovierte. Danach war er an den Bell Laboratories tätig. 1960 wurde er Professor an der damals neu gegründeten University of California, San Diego (UCSD). Ab 1993 hatte er dort eine Forschungsprofessur. Er war Gastprofessor an der Columbia University (1959/60 Visiting Associate Professor) und am Massachusetts Institute of Technology (MIT).
Feher war bekannt für die Entwicklung des ENDOR-Verfahrens (Elektron-Kern-Doppelresonanz) in der Festkörperphysik in den 1950er Jahren und für Untersuchungen des Primärmechanismus der Photosynthese.
2006 erhielt er den Wolf-Preis in Chemie. Nach Feher und Melvin Okamura ist das Biophysik-Labor der UCSD benannt. Er war Mitglied der National Academy of Sciences (1975), der American Association for the Advancement of Science (1986) und der American Academy of Arts and Sciences (1977). 1960 wurde er Fellow der American Physical Society. 1976 erhielt er den Oliver E. Buckley Condensed Matter Prize. 1982 erhielt er den Max Delbruck Prize in Biophysik.